# من با یک آنتی‌فن ازدواج کردم (فیلم)
من با یک آنتی‌فن ازدواج کردم (انگلیسی: So I Married an Anti-Fan) با نام زندگی هیچ‌کس آسان نیست (انگلیسی: No One's Life Is Easy) نیز شناخته می‌شود، یک فیلم کمدی رمانتیک محصول سال ۲۰۱۶ چین به کارگردانی کیم جه یونگ و با بازی چانیول، یوان شان‌شان، سوهیون و جیانگ چائو است. این فیلم بر پایهٔ رمان اینترنتی کره جنوبی به نام من با یک آنتی‌فن ازدواج کردم (کره‌ای: 그래서 나는 안티 팬과 결혼했다) نوشتهٔ جی‌وان ساخته شده است. این فیلم در ۳۰ ژوئن ۲۰۱۶ توسط بونا فیلم گروپ در چین اکران شد.

## بازیگران
- چانیول در نقش هو ژون / هو جون
- یوان شان‌شان در نقش فانگ میائو میائو / لی گون یونگ
- سوهیون در نقش آی لین / آیرین
- جیانگ چائو در نقش گائو شیانگ